# Acrocephalus paludicola

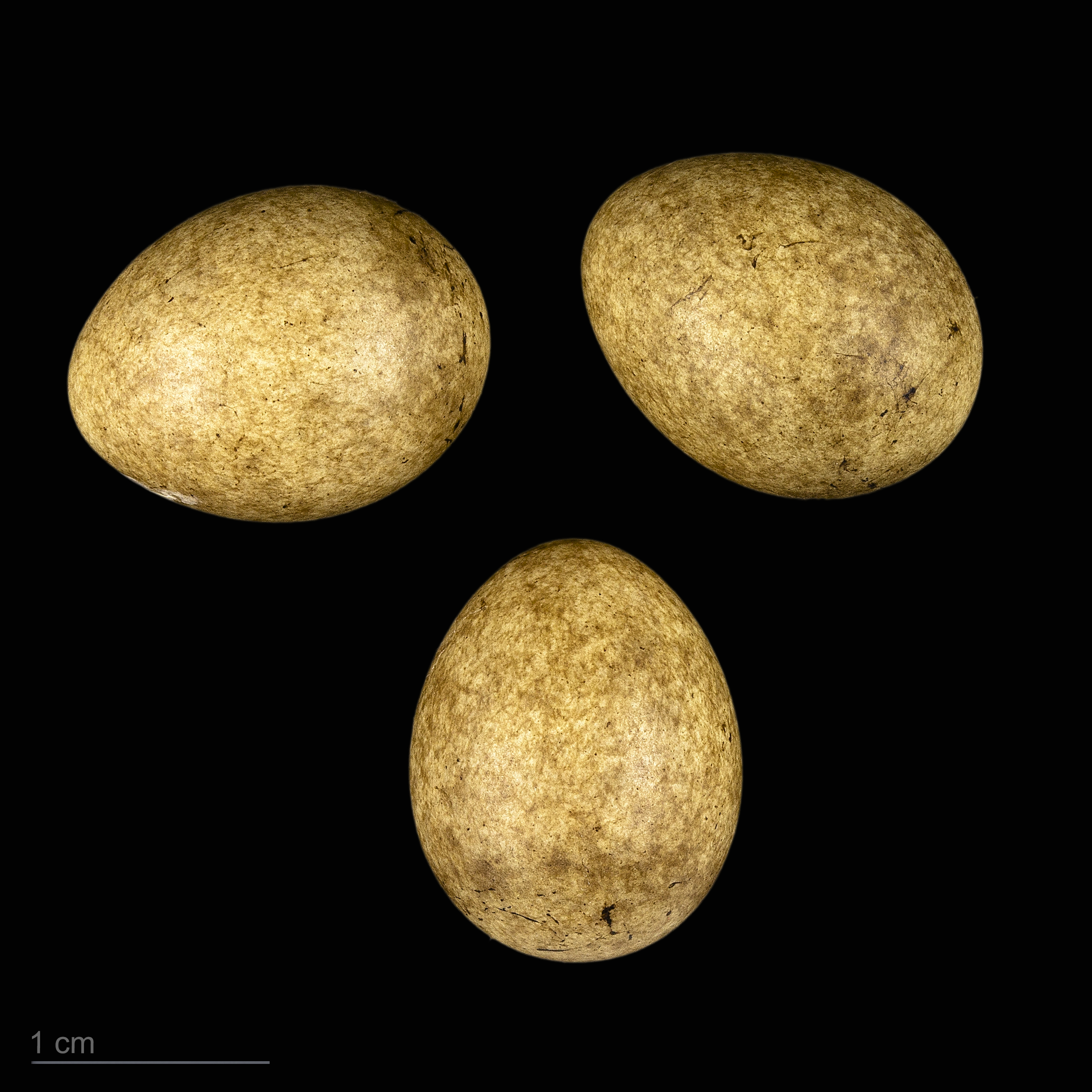
Uova di Acrocephalus paludicola - Museo di Tolosa

Il pagliarolo (Acrocephalus paludicola (Vieillot, 1817)) è un uccello della famiglia Acrocephalidae.
Con una popolazione stimata di 15 000 coppie, nidifica nelle aree temperate dell'Europa orientale e in Asia occidentale. Uccello migratore, nel periodo invernale sverna in Africa occidentale.